# おうし座ベータ流星群
おうし座ベータ流星群（おうしざベータりゅうせいぐん）は、毎年出現する流星群で、日の出後に極大となる昼間流星群である。レーダーや電波反響の技術を用いて、最もよく観測することができる。
おうし座ベータ流星群は通常6月5日から7月18日にかけて活動する。平均の放射点は赤経5h18m、赤緯+21.2°にあり、6月28日から6月29日(太陽経度98.3°)にかけて極大となる。天頂出現数はレーダーを用いれば約25に達する。電波観測装置を使わない観測者は、6月28日のおうし座ベータ流星群の放射点が太陽から西に10°から15°しか離れていないために、観測は困難である。
おうし座ベータ流星群は10月下旬のおうし座流星群と同一の流星物質流によるものである。地球はこの流星物質流の中を年に2回、6月下旬と10月下旬に通るため、年に2回の異なる流星群が現れる。しかし、10月のおうし座流星群は夜間に見られるため、昼間に極大を迎えるおうし座ベータ流星群よりはるかに見やすく、よく知られている。
おうし座ベータ流星群の母天体として挙げられているのは、オルヤト、ヘラクレス、ジェーソン、1994 AH2、1991 BAである。

## 流星物質流
2019年は、1975年以来で最も近い地球への接近があると推測されていた。流星物質流は地球に0.06 AU (9,000,000 km; 5,600,000 mi)まで近づき、6月23日から7月17日まで黄道の南を通過すると予測されていた。
2019年に、天文学者は直径100 m未満の小惑星を、7月5日から7月11日までの間と、7月21日から8月10日までの間の流星物質流から発見しようとした。しかし、2019年12月現在、そのような小惑星が発見されたとの報告は一切ない。ただし、6月30日のツングースカ大爆発をもたらした隕石が、おうし座ベータ流星群と同じ方向からやってきたということで、状況証拠はある。次回の流星物質流との接近は2036年に起こると予測されている。

## 注
1. ↑  太陽経度は夏至である6月21日ごろに90°となり、1年は365日あるので、おうし座ベータ流星群の放射点である赤経79.4°の地点は、1hが15°であるので、5h 18mに換算される。
2. ↑  The 国際流星機構によれば、放射点は86° +19°で、6月28日には太陽から10°離れている。ゲイリー・W・クロンク（英語版）によれば、放射点は79.4° +21.2°で、放6月28日には太陽から15°離れている。